# Kübler Verlag
Der Kübler Verlag ist ein Buch- und Hörbuchverlag. Seit 2011 nennt sich das Unternehmen „Kuebler Verlag GmbH“.

## Geschichte
Er wurde in den frühen 1970er Jahren von dem namensgebenden Bernd Kübler und weiteren Teilhabern in Mannheim gegründet, 1978 erfolgte der Umzug nach Lampertheim. Nachdem er anfangs Sachliteratur veröffentlichte, verlagerte er sich ab 1983 auf Offertenblätter. 1983 erschien das erste Offertenblatt als Anzeigenbörse für das Rhein-Neckar-Dreieck unter der Marke „SperrMüll“. Firmengründer Bernd Kübler adaptiert das Konzept der bereits in Kanada und den USA sehr erfolgreichen Offertenblätter für den Deutschen Markt.
Die Firma wurde zunächst auf „SperrMüll Zeitung GmbH“, 1999 dann auf „Quoka Verlag GmbH“ geändert und dann die Rechtsform in eine Aktiengesellschaft gewechselt, die Firma lautete damit „Quoka AG“.
1988 erfolgte der Erwerb des Münchner Offertenblattes „Kurz und Fündig“, weitere Firmenkäufe, Neugründungen oder Beteiligungen erfolgten an „Das Inserat“ im Rhein-Main-Gebiet, „Such & Find“ in den neuen Bundesländern, „Alles“ in Franken, „Pinnwand“ in Wuppertal und weitere. Der Marktanteil in Deutschland betrug 50 Prozent, es bestanden Beteiligungen oder Eigenbesitz in neun weiteren Ländern (Niederlande, Großbritannien, Irland, Finnland, Schweiz, Frankreich, Portugal, Australien und Südafrika). 1996 erhielt die Firma den ersten Platz beim Förderpreis „Innovativer Mittelstand“ für Expansion in das Ausland und gleichzeitigem Erhöhen der Zahl der Arbeitsplätze in Deutschland.
Die deutschen Offertenblatt-Aktivitäten wurden 2005 an das Vorarlberger Medienhaus verkauft. Die Firma wurde in „Kübler Verlag AG“ und 2011 in „Kuebler Verlag GmbH“ geändert.
Das Unternehmen hat seinen Sitz seit Mitte der siebziger Jahre im hessischen Lampertheim gemeldet. Es ist an „Junkmail Publishing“ in Südafrika, Kenia und Nigeria beteiligt.

## Verlagsprogramm
In den 1970er und 1980er Jahren veröffentlichte der Kübler Verlag Werke des Autors Dieter Duhm („Angst im Kapitalismus“ und andere), 1978 wurde ein erstes Buch über Greenpeace verlegt: Robert Hunter, Rex Weyler: „Die Fahrten von Greenpeace“, ISBN 3-921265-20-7, 1982/83 die Buchausgabe der Hörspielserie Alfred Marquart, Herbert Borlinghaus: „Der Frauenarzt von Bischofsbrück“, ISBN 3-921265-34-7. Im Hörbuchbereich werden die Sharpe-Romane von Bernard Cornwell editiert und der Schwerpunkt auf historische Romane gelegt. Ab 2011 werden die 12 Bände der Flashman Papers (Die Flashman Manuskripe) von George MacDonald Fraser als Buch und als Hörbuch sowie die 20 Bände der Aubrey-Maturin-Serie von Patrick O’Brian als Hörbuch herausgegeben. 2013 folgen die historischen Romane von Mika Waltari in neuer, vollständiger Übersetzung sowie marine-historische Romane.

## Beteiligungen
Zu dem Unternehmen gehören unter anderem
- die Fernseh-Produktionsgesellschaft „Go!TV“
- der Hörbuchverlag „Kuebler Hoerbuch Verlag“ und der Buchverlag „Kuebler Verlag“
- die Nachwuchsmusiker-Plattform „uptrax“
- der Magazin-Verlag und die Kleinanzeigen-Website Junk Mail Publishing in Südafrika, Nigeria und Kenia

## Weblink
- Kuebler Verlag